# Exposition horticole de 2017
L'Exposition horticole de 2017 (Internationale Gartenaustellung 2017 ou IGA 2017) est une exposition internationale qui se déroule du 13 avril au 15 octobre 2017 aux Jardins du monde de Berlin-Marzahn. Le sénat de Berlin a présenté la candidature de Berlin en 2009.

## Annexes

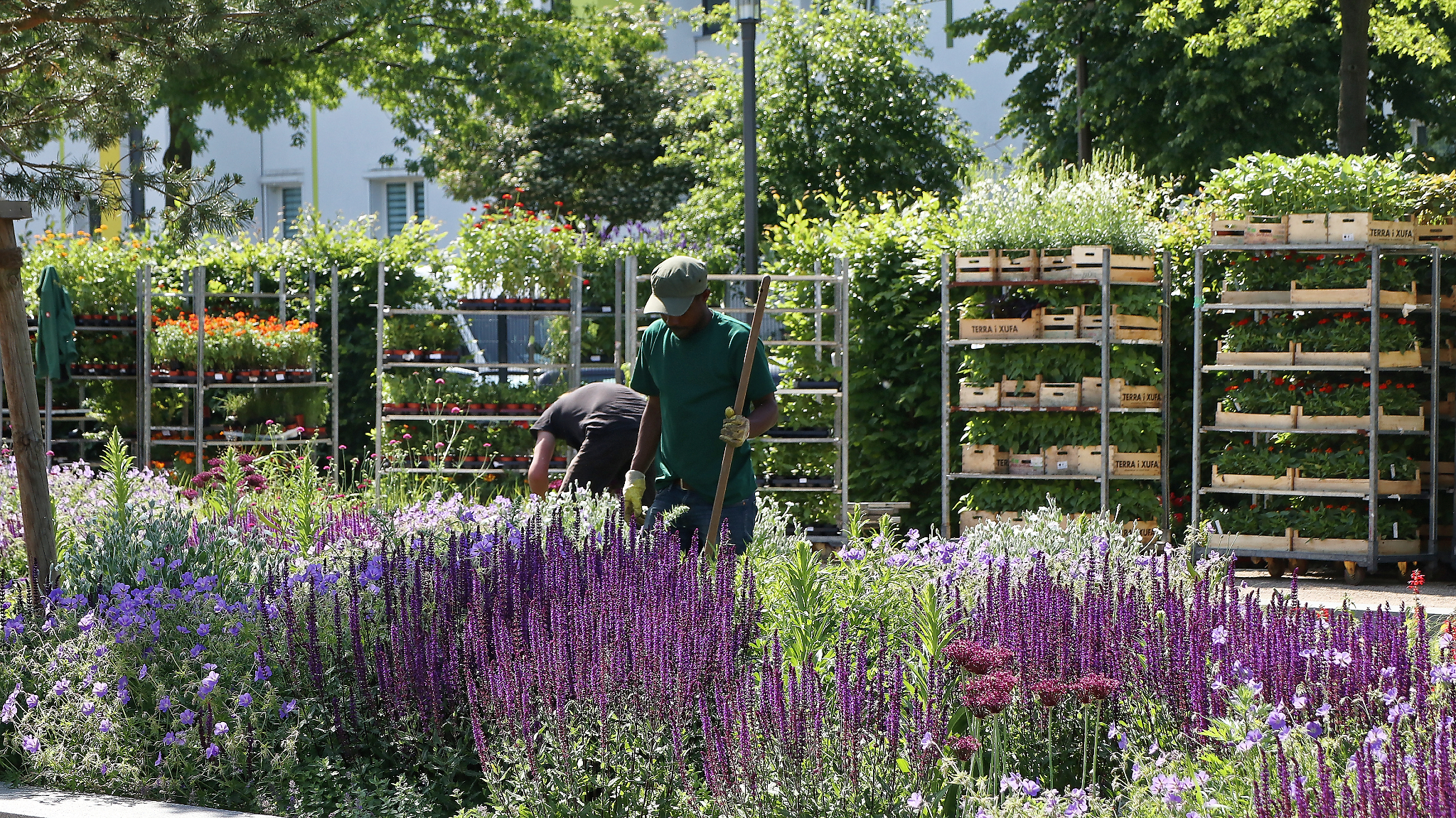
Tapis de fleurs de l'exposition 2017.